# 武宁新村
武寧新村是位於中國上海市普陀區武宁路以东、沪宁铁路以南、光复西路以北、东新路两侧的一個住宅區。該住宅的名字來自武寧路。

## 歷史
武寧新村原为农田、小河、坟地及村宅。1959年當局打算在這裡建設工人新村，1960年起兴建武寧一、二村砖木结构4层楼住宅，1961年又開建武寧三村。1978年，沪杭铁路北侧棚户區改建成2幢混合结构的6层楼房，這一片區又叫武寧四村。